# Karl Thaler
Karl Thaler (...) è un ex sciatore alpino austriaco.

## Biografia
Gigantista puro, Thaler ottenne l'unico piazzamento in Coppa del Mondo il 22 marzo 1987 a Sarajevo (12º) e in quella stessa stagione 1986-1987 in Coppa Europa fu 4º nella classifica generale e 3º in quella di specialità; non prese parte a rassegne olimpiche né ottenne piazzamenti ai Campionati mondiali.

## Palmarès

### Coppa del Mondo
- Miglior piazzamento in classifica generale: 88º nel 1987

### Coppa Europa
- Miglior piazzamento in classifica generale: 4º nel 1987